# Edda di Winchester
Edda di Winchester (Francia, 600 circa – 7 luglio 705) è stato un vescovo inglese di Winchester, nel Wessex. È venerato come santo dalla Chiesa cattolica e da quella anglicana.

## Biografia
Edda era monaco benedettino e poi venne nominato abate dell'abbazia benedettina di Whitby. Nel 676 venne ordinato dall'arcivescovo Teodoro di Canterbury vescovo della diocesi di Wessex. Successe al vescovo Leutherius e ricoprì la carica fino alla sua morte nel 705.
Edda è stato un importante consigliere di re Ine del Wessex e ha avuto una grande influenza sulla legislazione.
Beda il Venerabile dice di lui che era un uomo buono e giusto, dal forte senso del dovere, più guidato da un innato amore per la virtù che da quello che aveva letto nei libri.
Edda fece trasferire da Dorchester alla Chiesa di Winchester nel 680 i resti mortali di san Birino di Dorchester primo vescovo della diocesi ed evangelizzatore dei Sassoni.

## Culto
La Chiesa cattolica e quella anglicana lo festeggiano il 7 luglio.

## Genealogia episcopale
La genealogia episcopale è:
- Papa Vitaliano
- Arcivescovo Teodoro di Canterbury
- Vescovo Edda di Winchester